# Väinö Kajander
Väinö Kajander   (Elimäki, 30 de novembre de 1893 - Hèlsinki, 16 de setembre de 1978) va ser un lluitador finlandès, especialista en lluita grecoromana, que va competir entre les dècades de 1920 i 1930.
El 1932 va prendre part en els Jocs Olímpics de Los Angeles, on guanyà la medalla de plata en la prova del pes wèlter del programa de lluita grecoromana. Mai guanyà cap campionat nacional i es retirà el 1936 amb 43 anys.